# فرعة آل حنيش (حجر الصيعر)

تعديل مصدري - تعديل

فرعة آل حنيش هي إحدى قرى عزلة حجر الصيعر بمديرية حجر الصيعر التابعة لمحافظة حضرموت، بلغ تعداد سكانها 3 نسمة حسب تعداد اليمن لعام 2004.